# Błędów (Chełm Śląski)
Błędów – nieoficjalna nazwa części wsi i ulica w Chełmie Śląskim, dawniej osada w Polsce położona w województwie śląskim, w powiecie bieruńsko-lędzińskim w gminie Chełm Śląski.
W latach 1975–1998 miejscowość administracyjnie należała do województwa katowickiego.